# Atractylocarpus patagonicus
Atractylocarpus patagonicus är en bladmossart som beskrevs av Theodor Carl Karl Julius Herzog och Thériot 1933. Atractylocarpus patagonicus ingår i släktet trådnervmossor, och familjen Dicranaceae. Inga underarter finns listade i Catalogue of Life.